# 차이창셴
차이창셴(중국어: 蔡昌憲, 병음: Cài Chāngxiàn, 한자음: 채창헌, 1988년 8월 2일 ~ )은 타이완의 배우 및 가수이다.